# المكتبة المركزية لجامعة طهران

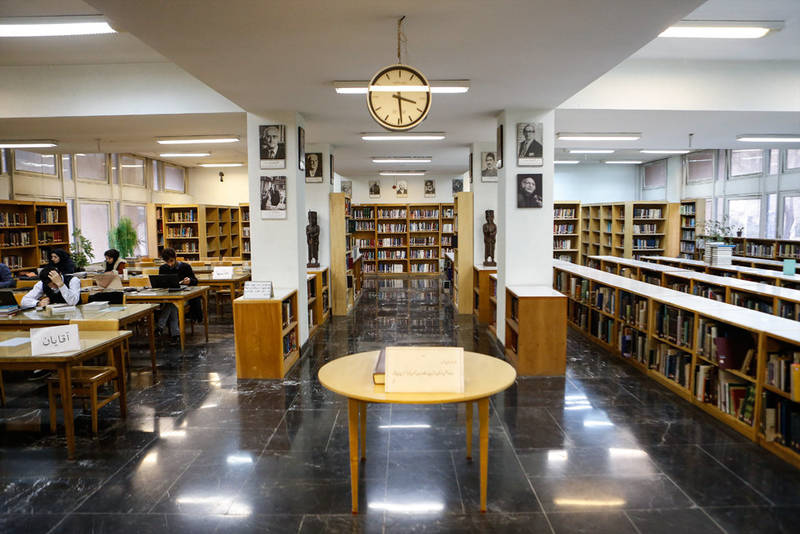
المكتبة المركزية لجامعة طهران

المكتبة المركزية ومركز الوثائق بجامعة طهران هي أكبر مكتبة أكاديمية في إيران. تم بناؤه في عام 1350.

## المبنى
يحتوي المبنى على 9 طوابق بمساحة 22,000 م2 (240,000 قدم2) ومادة البناء هي الخرسانة المسلحة. يعتمد تصميمه على الهندسة المعمارية الحديثة.

## المخطوطات
ومن بين المخطوطات هناك المخمسة لنظامي، والشاهنامه، والفندداد، والزخرية الخوارزمية، وكتاب الطرق والممالك، وأقدم مخطوطة هي نسخة من مجمل اللغة لابن فارس.

## المكتبة الرقمية
في عام 2020، نشرت المكتبة 41000 رسالة دكتوراه وماجستير، وتضم المكتبة الرقمية 12000 مخطوطة للتنزيل المجاني.

## مكتبات جامعية أخرى
تحتوي جامعة طهران على 60 مكتبة. يتكون مجلس الإدارة من خمس لجان فرعية. يُسمح لكل باحث وطلاب من جامعات أخرى باستخدام موارد هذه المكتبة. وهي عضو في اللجنة الوطنية الإيرانية للذاكرة العالمية، والاتحاد الوطني للمحتوى، والاتحاد الدولي لجمعيات ومؤسسات المكتبات.

## الإداريون
1. إيراج أفشار
2. أبو الفضل قاسمي
3. إسماعيل حكيمي فالا
4. محمد مهدي جعفري
5. فيروز حريرجي